# Pivdenne (oblast' di Odessa)
Pivdenne (in ucraino Південне?) è una città ucraina (32 677 abitanti) nel distretto di Odessa, nell'oblast' di Odessa. Ospita l'amministrazione della comunità territoriale di Južne una delle comunità territoriali dell'Ucraina.
Fino al 18 luglio 2020 Južne costituiva una città di rilevanza regionale e non apparteneva ad alcun distretto. Come parte della riforma amministrativa dell'Ucraina, che ridusse a sette il numero di distretti dell'oblast' di Odessa la città fu integrata nel distretto di Odessa di nuova costituzione.
Inizialmente sorse come insediamento all'interno dell'impianto portuale di Odessa nell'estuario di Hryhorivka, ma dal 1981 divenne un sobborgo di Odessa all'interno del distretto cittadino di Suvorovs'kyj. La città è il punto di partenza dell'oleodotto Odessa-Brody, che parte dal terminal marino meridionale e procede verso l'Ucraina occidentale. Inoltre, è collegata direttamente all'autostrada T 1606, che parte dal valico di confine di Vynohradivka e termina all'intersezione con la strada europea E87.
Il porto della città è un importante terminal petrolifero internazionale, ed uno dei tre maggiori porti ucraini, insieme a quello di Odessa e Čornomors'k. In effetti, queste tre città portuali sono così vicine da essere cresciute come una conurbazione, e Južne è considerata una città satellite di Odessa.

## Storia
La città di Južne è relativamente giovane. Nel 1973 furono iniziati i lavori per la realizzazione dell'impianto portuale di Odessa, da situarsi nelle acque dell'estuario di Hryhorivka. Il progetto mirava alla creazione di un polo industriale e dei trasporti. All'interno del progetto fu deciso di realizzare una città per ospitare i lavoratori portuali ed i servizi ad essi connessi. Fu scelto di costruire presso il villaggio di Syčavka.